# Martin Sinner
Martin Sinner (* 7. Februar 1968 in Koblenz) ist ein ehemaliger deutscher Tennisspieler.

## Karriere
Sinner wurde 1988 Tennisprofi und gewann noch im selben Jahr an der Seite von Michael Stich die Challenger-Turniere in Fürth und Neu-Ulm. Im Jahr darauf feierten die beiden Siege beim Intersport Heilbronn Open und in Salzburg. 1990 gewann Sinner mit einem Endspielsieg über Wayne Ferreira in Pretoria seinen ersten Einzeltitel auf der Challenger Tour. Auch in den folgenden Jahren spielte er hauptsächlich Challenger-Turniere, bei denen er weitere Einzel- und Doppeltitel gewann. Zu Beginn der 1990er Jahre wurde er jedoch durch eine langwierige Bänderverletzung zurückgeworfen. 1995 wurde zu seinem erfolgreichsten Jahr. Er gewann zwei Turniere auf der ATP World Tour; im Endspiel in Kopenhagen benötigte er drei Sätze gegen Andrei Olchowski, bei den South African Open besiegte er im Finale Guillaume Raoux in zwei Sätzen; zusätzlich stand er dort an der Seite von Joost Winnink im Doppelfinale. Im selben Jahr erreichte er mit Position 42 seine beste Notierung in der ATP-Weltrangliste. Sein bestes Einzelresultat bei einem Grand-Slam-Turnier war das Erreichen der zweiten Runde der Australian Open im Jahr 1996.
Zwischen 1985 und 1998 spielte er in der deutschen Bundesliga. In den 1990er Jahren war er im Team von ETuF Essen, mit dem er unter anderem mit Carl-Uwe Steeb und Eric Jelen 1997 Deutscher Mannschaftsmeister wurde. Zudem stand er 1996 und 1998 im Kader der deutschen Davis-Cup-Mannschaft, blieb jedoch ohne Einsatz.
Im Jahr 2010 trainierte er die Junioren in Kanada. Seit 2011 ist Sinner als Trainer für den Schweizerischen Tennisverband tätig. Seit 2014 ist Martin Sinner A-Trainer des TC Leonberg.

## Erfolge
| Legende                       |
| Grand Slam                    |
| Tennis Masters Cup            |
| ATP Masters Series            |
| ATP International Series Gold |
| ATP International Series (2)  |
| ATP Challenger Tour (14)      |

| ATP-Titel nach Belag |
| Hartplatz (1)        |
| Sand                 |
| Rasen                |
| Teppich (1)          |

### Einzel

#### Turniersiege

##### ATP Tour
| Nr. | Datum         | Turnier      | Belag       | Finalgegner      | Ergebnis      |
| --- | ------------- | ------------ | ----------- | ---------------- | ------------- |
| 1.  | 12. März 1995 | Kopenhagen   | Teppich (i) | Andrei Olchowski | 6:7, 7:6, 6:3 |
| 2.  | 9. April 1995 | Johannesburg | Hartplatz   | Guillaume Raoux  | 6:1, 6:4      |

##### Challenger Tour
| Nr. | Datum           | Turnier   | Belag     | Finalgegner        | Ergebnis      |
| --- | --------------- | --------- | --------- | ------------------ | ------------- |
| 1.  | 28. April 1990  | Pretoria  | Hartplatz | Wayne Ferreira     | 6:4, 6:4      |
| 2.  | 29. Juli 1990   | Hanko     | Sand      | Andrei Olchowski   | 6:3, 6:3      |
| 3.  | 12. Juni 1994   | Sofia     | Sand      | Alejandro Aramburu | 6:2, 7:5      |
| 4.  | 3. Juli 1994    | Montauban | Sand      | Pier Gauthier      | 7:6, 6:2      |
| 5.  | 1. Februar 1998 | Heilbronn | Teppich   | Gianluca Pozzi     | 6:0, 3:6, 6:3 |

### Doppel

#### Turniersiege
| Nr. | Datum            | Turnier       | Belag     | Doppelpartner    | Finalgegner                         | Ergebnis       |
| --- | ---------------- | ------------- | --------- | ---------------- | ----------------------------------- | -------------- |
| 1.  | 23. Juli 1988    | Fürth         | Sand      | Michael Stich    | Wojciech Kowalski Adrian Marcu      | 4:6, 6:3, 7:6  |
| 2.  | 30. Juli 1988    | Neu-Ulm       | Sand      | Michael Stich    | Heinz Günthardt Balázs Taróczy      | 6:3, 6:4       |
| 3.  | 12. März 1989    | Heilbronn     | Teppich   | Michael Stich    | George Cosac Adrian Marcu           | 4:6, 6:4, 7:6  |
| 4.  | 21. Mai 1989     | Salzburg      | Sand      | Michael Stich    | Brett Custer Simon Youl             | kampflos       |
| 5.  | 29. Mai 1994     | Mumbai        | Hartplatz | Martin Zumpft    | Sascha Nensel Torben Theine         | 6:1, 6:4       |
| 6.  | 3. Juli 1994     | Montauban     | Sand      | Joost Winnink    | Nicola Bruno Otavio Della           | 7:5, 6:3       |
| 7.  | 12. Februar 1995 | Wolfsburg (1) | Teppich   | Joost Winnink    | Dirk Dier Lars Koslowski            | 7:5, 6:3       |
| 8.  | 5. März 1995     | Hamburg       | Teppich   | David Prinosil   | Clinton Ferreira Aleksandar Kitinov | 6:2, 6:3       |
| 9.  | 13. Februar 2000 | Wolfsburg (2) | Teppich   | Jan-Ralph Brandt | Tomáš Cibulec Leoš Friedl           | 7:5, 3:6, 7:67 |

#### Finalteilnahmen
| Nr. | Datum         | Turnier      | Belag     | Doppelpartner | Finalgegner                      | Ergebnis      |
| --- | ------------- | ------------ | --------- | ------------- | -------------------------------- | ------------- |
| 1.  | 9. April 1995 | Johannesburg | Hartplatz | Joost Winnink | Rodolphe Gilbert Guillaume Raoux | 4:6, 6:3, 3:6 |